# Кидрич, Зденка
Зденка Кидрич (сербохорв. Зденка Кидрич / Zdenka Kidrić; 20 сентября 1909, Любляна — 19 декабря 2008, там же) — югославская общественно-политическая деятельница, участница Народно-освободительной войны Югославии. Жена Бориса Кидрича, председателя Правительства Народной Республики Словении.

## Биография
Родилась 20 сентября 1909 года в Любляне. Окончила торговую школу. Член Коммунистической партии Югославии с 1930 года. В первой половине 1930-х занималась деятельностью по обновлению партийной организации в Словении, участвовала в работе Красной помощи в Словении. С 1934 года член Комиссии по работе женщин при Словенском краевом комитете КПЮ. Вместе с Эдвардом Карделем и Михой Маринко с августа 1935 по апрель 1937 года училась в Международной ленинской школе в Москве. В 1937—1939 годах — курьер ЦК КПЮ в Вене, Праге и Париже.
Перед началом Второй мировой войны в сентябре 1939 года Зденка вернулась в Югославию, где заняла должность секретаря окружного комитета Компартии Словении в Любляне. На фронте Народно-освободительной войны Югославии с 1941 года. Работала в службе разведки и безопасности вместе с Францем Равбаром по распоряжению Эдварда Карделя до конца войны, до 1946 года работала в Отделе народной обороны. Деятельница Словенского народно-освободительного совета и Главного исполнительного комитета Освободительного фронта Словении. Полковник запаса. В партизанском подполье использовала псевдоним Марьета (словен. Marjeta).
В 1946—1964 годах работала в отделе кадров ЦК Коммунистической партии Словении, с 1964 года — в отделе кадров ЦК Союза коммунистов Югославии. Член ЦК Союза коммунистов Словении (избрана на III и IV съездах Союза коммунистов Словении), член Главного комитета Социалистического союза трудового народа Словении, член Совета Федерации СФРЮ. Депутат Народной Скупщины Народной Республики Словении в 1946—1952 годах. Награждена рядом орденов и медалей.
Скончалась 19 декабря 2009 года в Любляне.

## Личная жизнь
Была замужем за Борисом Кидричем (1912—1953), партийным деятелем Коммунистической партии Югославии и Коммунистической партии Словении. Дочь — Юркица Кидрич, сотрудница Национального химического института Любляны.